# Centre Tsongas
Le Centre Tsongas est une salle omnisports située au sein de la ville de Lowell, au Massachusetts. Elle a ouvert ses portes en 1998. Cette salle appartient à l'université du Massachusetts de Lowell.